# Бахчисарайський фонтан

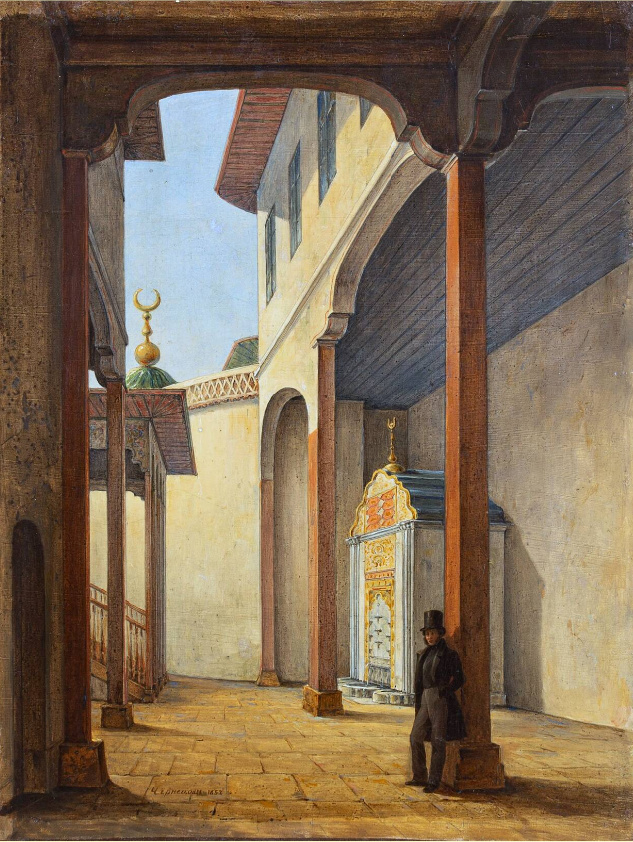
Брати Чернецови. «Пушкін у Бахчисарайському палаці» (1837)

«Бахчисара́йський фонта́н» — друга південна байронічна  поема російського поета Олександра Пушкіна, написана ним у 1821—1823 роках (час південного заслання) під враженням від відвідування Бахчисарайського палацу кримських ханів.

## Сюжет
Пристрасті в ханському гаремі. Одна з наложниць, грузинка Зарема, сумна тому, що хан Гірей розлюбив її заради дочки шляхтича, Марії. Ця дівчина, яку викрали з батьківського дому під час одного з татарських набігів, весь час проводить у молитвах Богородиці. Вона вважає за краще смерть долі наложниці іновірця. Вночі Зарема проникає в кімнату Марії й намагається погрозами переконати її відступитися від хана. Незабаром після цього Марія гине, а Зарема кинута в безодню вод стражами гарему:
 Гарема стражами немыми

В пучину вод опущена.

В ту ночь, как умерла княжна,

Свершилось и её страданье.

Какая б ни была вина,

Ужасно было наказанье!

Хан виходить із гарему і, щоб забутися, їде на війну. Після повернення він велить спорудити в палаці в пам'ять про Марію фонтан, який молоді діви Тавриди, дізнавшись про цей сумний переказ, назвуть «фонтаном сліз».

## Історія створення
Пушкін із сім'єю генерала Раєвського відвідав Ханський палац у Бахчисараї 7 вересня 1820 року. У його листі до Дельвіга знаходимо наступний опис:
|  | «В Бахчисарай приїхав я хворий. Я раніше чув про дивний пам'ятник закоханого хана. К ** поетично описувала мені його, називаючи la fontaine des larmes. Зайшовши до палацу, побачив я зіпсований фонтан; з заржавілої залізної трубки по краплях падала вода. Я обійшов палац з великою досадою на нехтування, в якому він нищиться, і на напівєвропейські переробки деяких кімнат. NN майже силоміць повів мене по старих сходах в руїни гарему і на ханське кладовище» |

Поема була розпочата навесні 1821 року. У листі братові Пушкін писав про небажаність публікації поеми з тієї причини, що «багато місць відносяться до однієї жінки, в яку я був дуже довго і дуже нерозумно закоханий». Особистість цієї дами протягом довгого часу залишається одним із невирішених питань пушкіністики (так званий таємна любов Пушкіна).

## Видання поеми

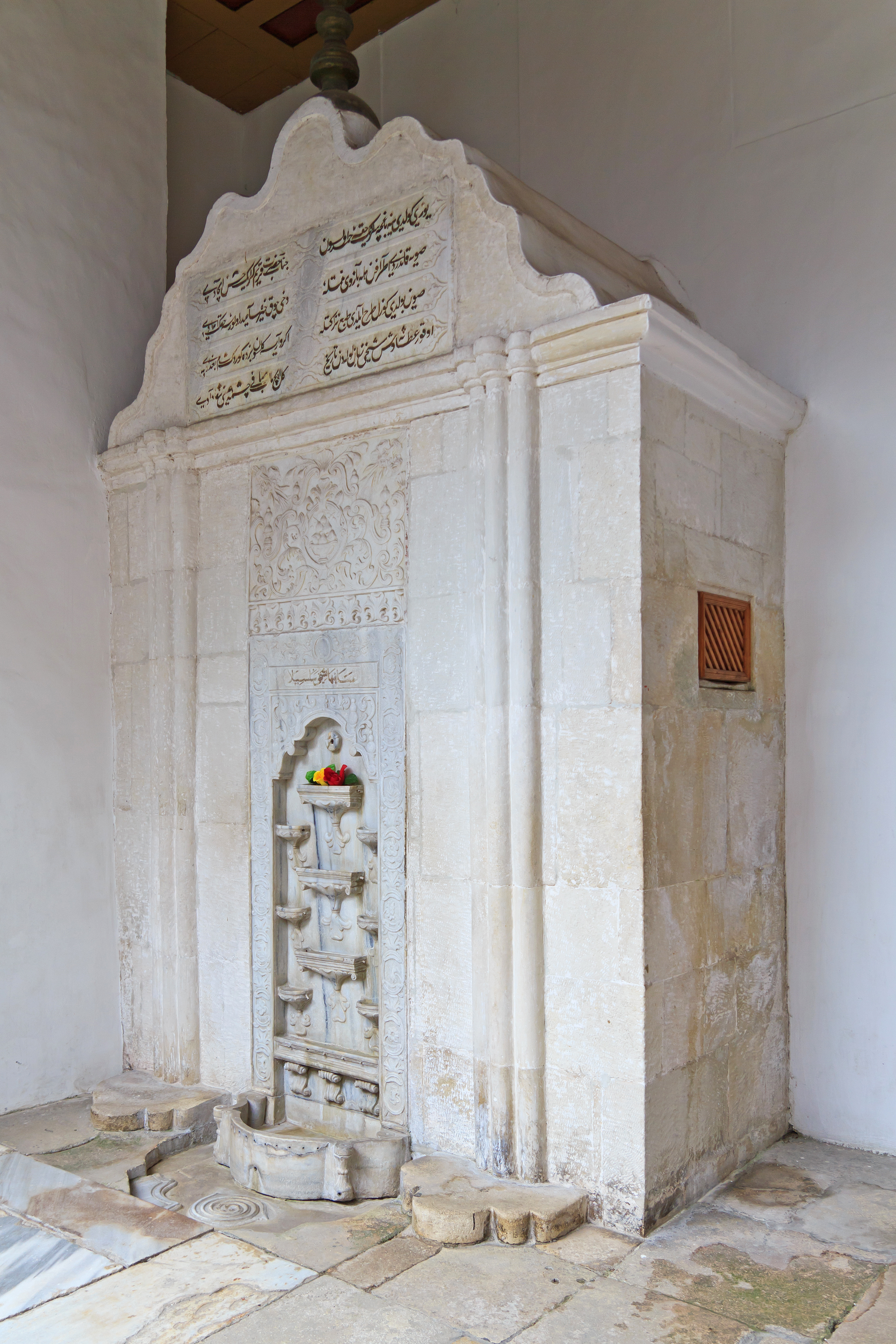
Фонтан Сліз, прославлений Пушкіним у поемі

Основна частина поеми була написана в 1822 році. У 1823 році накидалися проекти вступу. Восени поема отримала остаточну обробку і була підготовлена Вяземським до друку. Перше видання поеми «Бахчисарайський фонтан» вийшло з друку у Петербурзі 10 березня 1824 року з передмовою Вяземського: «Розмова між видавцем і класиком із Виборзької сторони або з Василівського острова». Слідом за текстом поеми Пушкін велів надрукувати «Виписку з подорожі по Тавриді І. М. Муравйова-Апостола», в якій описано відвідування Бахчисарая.
Як і та, що передувала до цього кавказька поема Пушкіна, «Бахчисарайський фонтан» вразив сучасників свободою композиції, в якій ревнителям класицизму бачилася відсутність плану. У листі до Вяземського сам поет назвав свій твір «безладними уривками». Як виправдання він писав: «Недолік плану не моя вина. Я забобонно перекладав у вірші розповідь молодої жінки». Екзотичний колорит, опис, склад — все це відповідало романтичній моді на орієнталізм і було сприйнято російськими читачами з захватом.
Зважаючи на величезний успіх поеми в 1827 році послідувало друге видання з ілюстраціями С. Ф. Галактіонова. У вересні 1825 року на петербурзькій сцені була поставлена п'єса О. О. Шаховського «Керім-Гірей, кримський хан», останній акт якої був переробкою пушкінської поеми. Татарську пісню поклав на музику композитор-дилетант В. Ф. Одоєвський.
Роки по тому Пушкін не раз із теплотою згадував про епіграф із Сааді, який поданий поемі і задає її тон: «Меланхолійний епіграф, який, звичайно, краще всієї поеми, спокусив мене». Він визнавав, що кримська поема «відгукується читанням Байрона, від якого я з розуму сходив». За радянських часів поряд із бахчисарайським фонтаном був встановлений бюст Пушкіна.

## Екранізації й постановки

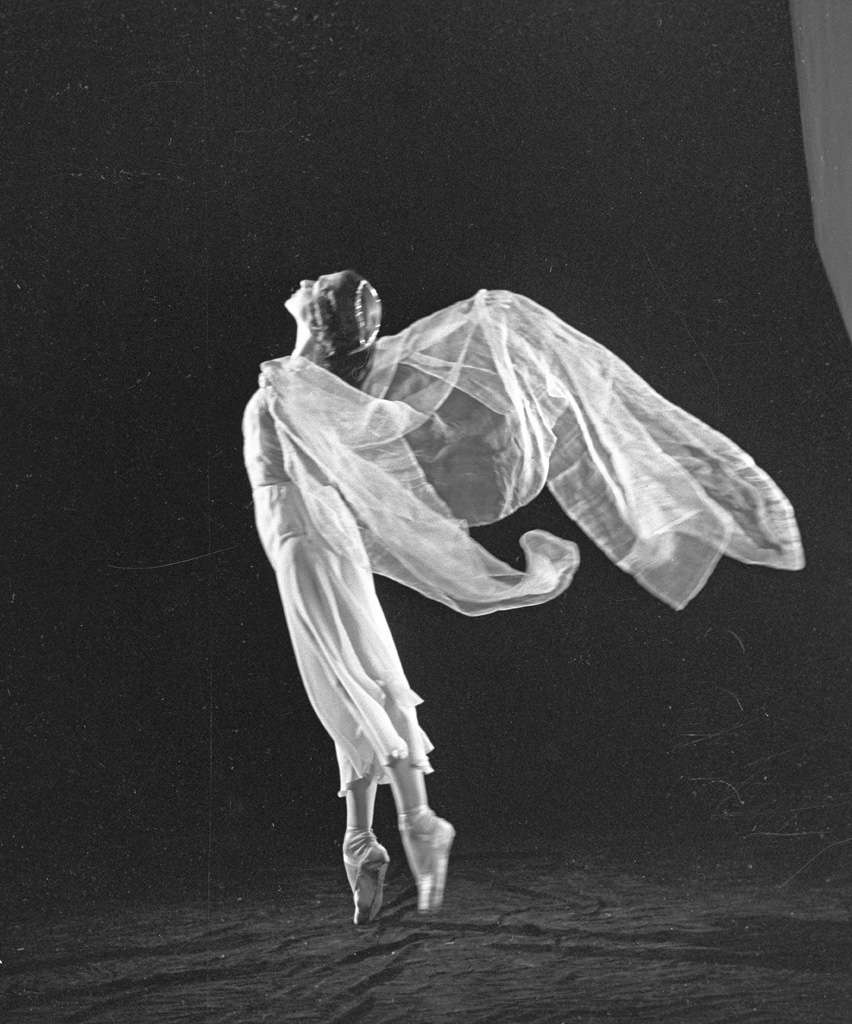
Єкатерина Максимова у ролі Марії, Большой театр, 1963 рік

- У 1909—1910 роках вийшов німий художній короткометражний фільм Якова Протазанова «Бахчисарайський фонтан».
- У 1934 році був поставлений балет «Бахчисарайський фонтан» за мотивами поеми, композитор Борисом Асаф'євим. У 1953 році цей балет було екранізовано режисером Ростиславом Захаровим.
- Опера «Бахчисарайський фонтан» за мотивами поеми, Олександр Ільїнський.
- Опера «Сарема» за мотивами поеми написана Олександром фон Цемлінським.
- Музичний твір «Легенди Бахчисараю» для читця та фортепіано (також є версія для піаноли) по мотивах поеми створений російською композиторкою Смирновою Татяною Георгієвною.

## Поема в образотворчому мистецтві

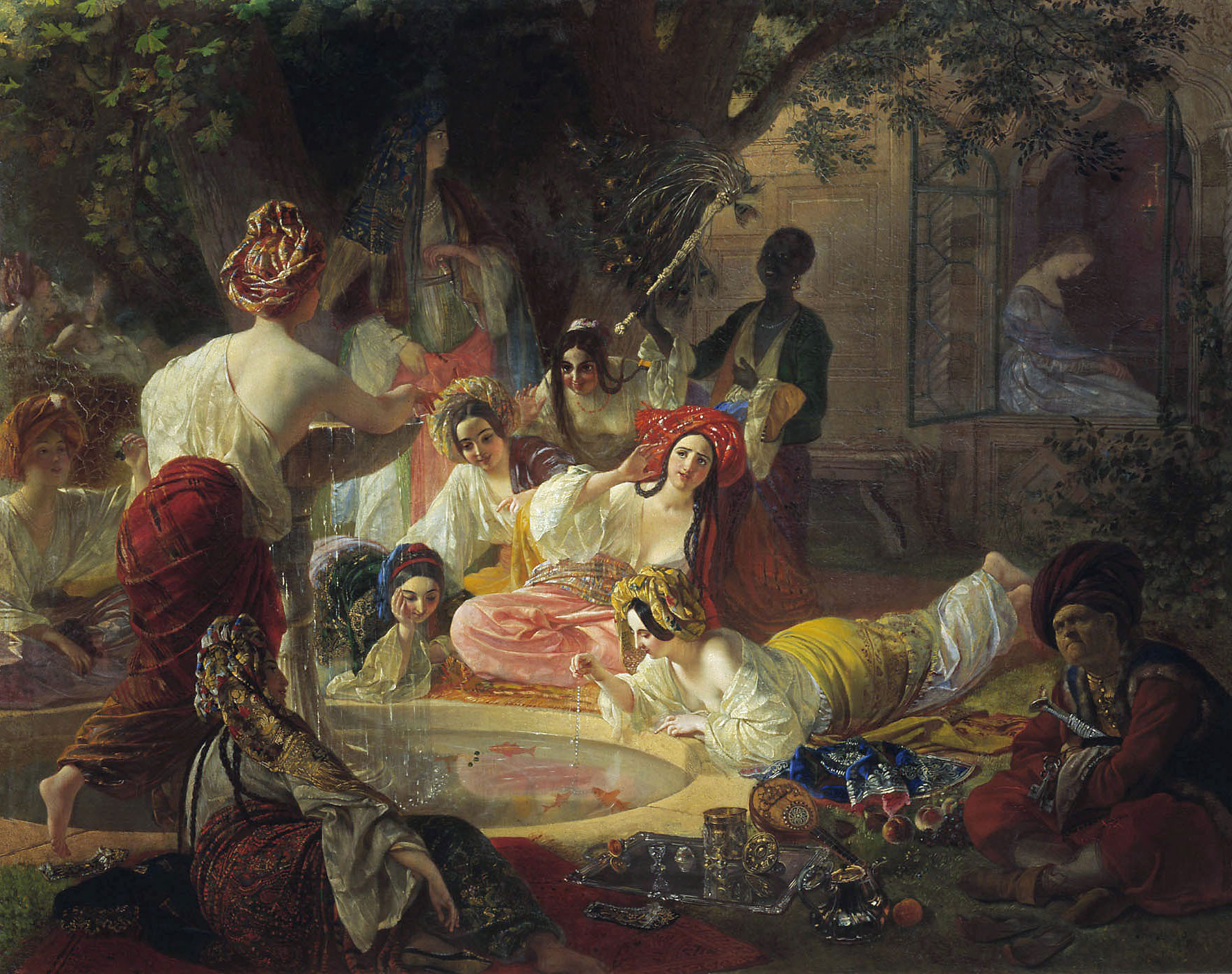
Бахчисарайський фонтан, Карл Брюллов, 1849 рік

- Картина Карла Брюллова "Бахчисарайський фонтан", 1849 рік.
- Скульптура Владислава Щербини "Бахчисарайський фонтан", Київський експериментальний кераміко-художній завод.

## Епоніми
На честь героїні поеми Пушкіна Зареми названий астероїд (1012) Зарема, відкритий в 1924 році, в рік столітньої річниці від дня публікації поеми.